# Jaka Daneu
Jaka Daneu, né le 3 février 1971, à Ljubljana, en République fédérative socialiste de Yougoslavie, est un ancien joueur de basket-ball slovène. Il évolue au poste d'arrière.

## Palmarès
- Coupe de Slovénie 1992, 1993, 1994, 1995, 1997, 1998, 1999
- Coupe d'Europe 1994